# Railroad Tycoon 3
Railroad Tycoon 3 è un videogioco di simulazione e gestione sviluppato da PopTop Software e pubblicato nel 2003, terzo capitolo della serie Railroad Tycoon. È il primo gioco della saga a usare un motore grafico completamente 3D, che mostra mappe intere, paesaggi e treni in maniera continua, aggiungendo anche un modello economico più complesso, con dinamiche di mercato e finanza realistiche. L'obiettivo del gioco resta costruire un impero ferroviario redditizio, ma stavolta si punta di più sulla strategia generale e meno sulla micro-gestione.

## Sviluppo
Railroad Tycoon 3 è stato sviluppato da PopTop Software con il supporto di Take-Two Interactive e ha richiesto circa due anni di lavoro, partendo da una progettazione iniziale che puntava a rendere il gioco più accessibile rispetto al suo predecessore. Gli sviluppatori hanno deciso di passare da una grafica isometrica a un motore 3D completo per permettere visualizzazioni dinamiche di mappe, treni e ambienti. Durante lo sviluppo sono state condotte numerose fasi di test per bilanciare l'economia del gioco e semplificare la gestione dei carichi senza perdere la profondità strategica, con una particolare attenzione alla gestione dei percorsi ferroviari e alla costruzione di stazioni. Il team ha anche lavorato per garantire la compatibilità con sistemi PC di fascia media dell'epoca, il che ha richiesto ottimizzazioni al motore grafico e alla gestione delle animazioni. Il risultato finale è un simulatore che combina complessità gestionale e una presentazione visiva accattivante, mantenendo al contempo una curva di apprendimento meno ripida rispetto al titolo precedente, pur lasciando spazio a giocatori più esperti per strategie avanzate Versioni successive e pacchetti di aggiornamento hanno corretto bug minori, migliorato la stabilità e aggiunto opzioni di multiplayer tramite LAN o internet. Alcuni giocatori lamentano che certe missioni della campagna non siano perfettamente bilanciate, ma la maggioranza concorda che il gameplay rimane molto coinvolgente.

## Modalità di gioco
Il giocatore deve costruire e gestire la sua rete ferroviaria: posare binari, creare stazioni, comprare locomotive e organizzare il trasporto di merci e passeggeri. La costruzione è aiutata da strumenti come la guida cromatica delle pendenze, la scelta tra binari doppi o elettrificati, e il gioco calcola automaticamente ponti e gallerie. Molto utile è il pulsante “undo” per cancellare errori senza demolire tutto. Ci sono più di 60 tipi di industrie e 180 edifici; i treni possono trasportare fino a 8 carrozze e l'auto consist manager gestisce automaticamente i carichi più redditizi. Gli esperti possono comunque scegliere manualmente cosa trasportare per fare più profitto. L'economia del gioco usa domanda e offerta dinamiche: i beni sono prodotti da fabbriche o fattorie e portati ai mercati che li richiedono. Si guadagna solo se la città di destinazione li vuole davvero. È possibile anche comprare o fondare industrie private e integrare verticalmente la produzione.
Il gioco originale ha avuto una espansione chiamata Europe, che aggiunge nuove mappe e scenari storici europei. Questa espansione amplia anche il numero di treni e industrie, introducendo piccole modifiche al motore economico e alle opzioni di costruzione. 

### Campagna e scenari
Ci sono tutorial, scenari singoli e una campagna. I tutorial “Operations” e “Money Matters” spiegano rispettivamente gestione operativa e finanziaria. La campagna è come un museo ferroviario: un curatore accompagna il giocatore nelle “sale” con missioni in epoche e posti diversi, con filmati introduttivi. Gli scenari mostrano eventi storici come la Transcontinental Railroad o l’Orient Express, ma anche mappe in Africa, Asia o Oceania. La campagna ufficiale ha 16 missioni secondo, ma la fonte parla di 15 scenari principali con altri 25 extra. Alcuni scenari hanno sfide narrative: rifornire flotte militari o gestire eventi strani in Groenlandia. La rigiocabilità aumenta con tre livelli di obiettivi: Bronzo, Argento, Oro.

## Aspetti tecnici
Railroad Tycoon 3 usa un motore grafico 3D per rappresentare mappe e treni in tempo reale, con zoom e rotazione a 360 gradi. Il gioco mostra città dinamiche con strade, edifici e paesaggi variabili secondo l'epoca storica. Alcuni dettagli sono piuttosto curati, come fumo delle locomotive e riflessi sull'acqua, anche se la vegetazione e le texture di fondo sono meno dettagliate. L'audio comprende effetti realistici di treni, stazioni e carichi che vengono movimentati, mentre la colonna sonora combina brani orchestrali e melodie epoche-specifiche. I commenti vocali nelle missioni e nel tutorial aiutano la comprensione ma risultano ripetitivi dopo più ore di gioco.

## Accoglienza
Il gioco ha ricevuto valutazioni generalmente positive: il gameplay complesso e la grafica 3D sono stati apprezzati, così come la profondità strategica e la rigiocabilità. IGN ha dato un punteggio alto, sottolineando l’ottima integrazione tra simulazione economica e gestione operativa. Alcuni recensori hanno criticato la curva di apprendimento ripida e la complessità dei menu, che possono intimidire i nuovi giocatori. La grafica è stata elogiata, ma giudicata non sempre coerente con le aspettative degli utenti abituati a giochi puramente 3D. Nonostante questi piccoli difetti, Railroad Tycoon 3 è considerato un classico dei giochi di simulazione ferroviaria e ha influenzato titoli successivi del genere.